# Brighton Munthali
Brighton Munthali (11 dicembre 1997) è un calciatore malawiano, portiere del Silver Strikers e della Nazionale malawiana.

## Carriera

### Club
Ha giocato in patria con Wizards FC e Silver Strikers.

### Nazionale
Ha esordito con la Nazionale malawiana il 22 marzo 2016, a 18 anni.

## Statistiche

### Cronologia presenze e reti in nazionale
| Cronologia completa delle presenze e delle reti in nazionale ― Malawi | Cronologia completa delle presenze e delle reti in nazionale ― Malawi | Cronologia completa delle presenze e delle reti in nazionale ― Malawi | Cronologia completa delle presenze e delle reti in nazionale ― Malawi | Cronologia completa delle presenze e delle reti in nazionale ― Malawi | Cronologia completa delle presenze e delle reti in nazionale ― Malawi | Cronologia completa delle presenze e delle reti in nazionale ― Malawi | Cronologia completa delle presenze e delle reti in nazionale ― Malawi |
| Data                                                                  | Città                                                                 | In casa                                                               | Risultato                                                             | Ospiti                                                                | Competizione                                                          | Reti                                                                  | Note                                                                  |
| --------------------------------------------------------------------- | --------------------------------------------------------------------- | --------------------------------------------------------------------- | --------------------------------------------------------------------- | --------------------------------------------------------------------- | --------------------------------------------------------------------- | --------------------------------------------------------------------- | --------------------------------------------------------------------- |
| 25-3-2016                                                             | Conakry                                                               | Guinea                                                                | 0 – 0                                                                 | Malawi                                                                | Qual. Coppa d'Africa 2017                                             | -                                                                     |                                                                       |
| 29-3-2016                                                             | Blantyre                                                              | Malawi                                                                | 1 – 2                                                                 | Guinea                                                                | Qual. Coppa d'Africa 2017                                             | -2                                                                    |                                                                       |
| 11-9-2018                                                             | Nairobi                                                               | Kenya                                                                 | 1 – 0                                                                 | Malawi                                                                | Amichevole                                                            | -1                                                                    |                                                                       |
| 7-9-2019                                                              | Francistown                                                           | Botswana                                                              | 0 – 0                                                                 | Malawi                                                                | Qual. Mondiali 2022                                                   | -                                                                     |                                                                       |
| 10-9-2019                                                             | Blantyre                                                              | Malawi                                                                | 1 – 0                                                                 | Botswana                                                              | Qual. Mondiali 2022                                                   | -                                                                     |                                                                       |
| 13-10-2019                                                            | Maseru                                                                | Lesotho                                                               | 1 – 1                                                                 | Malawi                                                                | Amichevole                                                            | -                                                                     | 45’                                                                   |
| 13-11-2019                                                            | Blantyre                                                              | Malawi                                                                | 1 – 0                                                                 | Sudan del Sud                                                         | Qual. Coppa d'Africa 2021                                             | -                                                                     |                                                                       |
| 17-11-2019                                                            | Kampala                                                               | Uganda                                                                | 2 – 0                                                                 | Malawi                                                                | Qual. Coppa d'Africa 2021                                             | -2                                                                    |                                                                       |
| 12-11-2020                                                            | Ouagadougou                                                           | Burkina Faso                                                          | 3 – 1                                                                 | Malawi                                                                | Qual. Coppa d'Africa 2021                                             | -3                                                                    |                                                                       |
| 13-6-2021                                                             | Dar es Salaam                                                         | Tanzania                                                              | 2 – 0                                                                 | Malawi                                                                | Amichevole                                                            | -2                                                                    | 88’                                                                   |
| 11-10-2021                                                            | Cotonou                                                               | Costa d'Avorio                                                        | 2 – 1                                                                 | Malawi                                                                | Qual. Mondiali 2022                                                   | -2                                                                    |                                                                       |
| 13-11-2021                                                            | Soweto                                                                | Malawi                                                                | 0 – 4                                                                 | Camerun                                                               | Qual. Mondiali 2022                                                   | -4                                                                    |                                                                       |
| 28-3-2023                                                             | Blantyre                                                              | Malawi                                                                | 0 – 4                                                                 | Egitto                                                                | Qual. Coppa d'Africa 2023                                             | -                                                                     | 57’                                                                   |
| 14-6-2023                                                             | Maputo                                                                | Mozambico                                                             | 1 – 1                                                                 | Malawi                                                                | Amichevole                                                            | -1                                                                    |                                                                       |
| 20-6-2023                                                             | Maputo                                                                | Etiopia                                                               | 0 – 0                                                                 | Malawi                                                                | Qual. Coppa d'Africa 2023                                             | -                                                                     |                                                                       |
| 9-9-2023                                                              | Lilongwe                                                              | Malawi                                                                | 2 – 2                                                                 | Guinea                                                                | Qual. Coppa d'Africa 2023                                             | -                                                                     | 46’                                                                   |
| Totale                                                                |                                                                       | Presenze                                                              | 16                                                                    |                                                                       | Reti                                                                  | -17                                                                   |                                                                       |